# Styela crinita
Styela crinita är en sjöpungsart som beskrevs av Monniot 1973. Styela crinita ingår i släktet Styela och familjen Styelidae. Inga underarter finns listade i Catalogue of Life.